# Климова, Мария Сергеевна
Мария Сергеевна Климова (род. 4 августа 1998 года, Москва, Россия) — российская спортсменка, тайский боксер. Двукратная чемпионка мира. Чемпионка Европы. Многократная чемпионка России. Заслуженный мастер спорта России.

## Биография
Климова родилась в Москве, в 17 лет начала заниматься тайским боксом под руководством своего первого и нынешнего тренера Станислава Макеева.

## Спортивная карьера
Первые серьезные результаты на взрослом уровне пришли к Марии в 2017 году, когда она стала финалисткой на чемпионате России и в качестве второго номера сборной стала участницей чемпионата Европы в Париже, где также довольствовалась серебряной медалью. В 2018 году впервые стала чемпионкой страны в весе до 57 кг и стала бронзовой медалисткой чемпионата мира в мексиканском городе Канкун. В 2019 году Климова выиграла во второй раз чемпионат России в Перми в весовой категории до 57 кг и была отобрана на чемпионат мира в Таиланде. На данном чемпионате мира она выиграла всех своих соперниц, отдав лишь один раунд в финальном поединке против французской спортсменке Анжервилль Анаэль. Также была первой на чемпионате Европы в Минске. В 2020 году в третий раз стала чемпионкой страны. Годом позже выиграла Игры стран СНГ в Казани, одолев в финале чемпионку Казахстана Розалину Величко и в четвертый раз поднялась на высшую ступень пьедестала чемпионата России в Кемерово. В 2022 году стала финалисткой чемпионата Европы в Турции и чемпионата России в Улан-Удэ. В 2023 году в пятый раз покорила чемпионат страны в Магнитогорске. В 2024 году снова была первой на чемпионате России, который прошёл в Нижнем Новгороде и выиграла серебряную медаль чемпионата мира в Греции. В феврале 2025 году в седьмой раз выиграла чемпионата России в новой для себя весовой категории до 60 кг в Екатеринбурге.

## Спортивные достижения
- Чемпионат мира 2019, 2023 — ;
- Чемпионат мира 2024 — ;
- Чемпионат мира 2018, 2025 — ;
- Чемпионат Европы 2019 — ;
- Чемпионат Европы 2017, 2022 — ;
- Чемпионат России 2022 — ;
- Чемпионат России 2018, 2019, 2020, 2021, 2023, 2024, 2025 — ;
- Игры стран СНГ 2021 — ;
- Всемирные игры боевых искусств 2023 — ;[1]